# Zöldike ujjaskosbor
A zöldike ujjaskosbor (Dactylorhiza viridis) a kosborfélék családjába tartozó, az északi félteke mérsékelt övi zónájában honos, hegyi réteken, karszterdőkben élő, Magyarországon védett növényfaj.

## Megjelenése
A zöldike ujjaskosbor 5-35 cm magas, lágyszárú, évelő növény. Ikergumói a talajban találhatók. Szárán 3-5 levél található; az alsók tojásdadok, 4-10 cm hosszúak és 1,5-7 cm szélesek. A felsőbb levelek kisebbek, lándzsás alakúak, murvalevélszerűek. A virágzat murvalevelei erőteljesek, többnyire kiállnak a virágzatból, lándzsás alakúak. 
Május-júliusban virágzik. Virágzata laza, ritkás fürt, amelyet 5-26, sárgászöld, zöld (ritkán barnás) virág alkot. A lepellevelek (szirmok) sisakká borulnak össze. A belső lepellevelek keskeny-lándzsásak, 3,5-5,5 mm hosszúak és 1-1,2 mm hosszúak. A mézajak lefelé irányul, 5-10 mm hosszú, 2,5-4 mm széles, sárgás, zöldes vagy bíborosbarnás színű, a vége két nagy szélső és egy kis, fogszerű középső lebenyre oszlik. Sarkantyúja apró, hólyagszerű, 1,5-2 mm-es.   
Termése 7,5-9,5 mm hosszú, 3-4 mm vastag toktermés, benne átlagosan 1700 (700-3350) apró maggal.

### Hasonló fajok
Az erdei korallgyökér (Corallorhiza trifida) szintén kis termetű, zöldes színű, de annak levelei csökevényesek, szárölelők, mézajka pedig rendszerint fehér alapon bíbor foltos.

## Elterjedése
Az északi félteke mérsékelt övi vidékein honos, Eurázsiában, Észak-Amerikában, valamint Izlandon él. Európában elterjedésének déli határa a Dél-Spanyolország, Dél-Olaszország, Peloponnészoszi-félsziget, Észak-Törökország vonalon húzódik. 2900 méteres magasságig is hatol. Magyarországon inkább a magasabb hegyvidékek növénye, állományainak 62%-a itt található. A Bükkben a leggyakoribb; szórványos állományai megtalálhatóak még Tokajnál, az Aggteleki-karszton, az Érd-Ercsi hátságon, a Bakonyban és a Keszthelyi-hegységben. Korábban a Budai-hegységben és a Rákos-mezőn is előfordult, de mára kipusztult. 

## Életmódja
Hegyi réteken, szőrfűgyepekben, dolomitsziklagyepekben, karszterdőkben, dolomittölgyesekben, sziklaerdőkben, löszgyepeken található meg. A talaj kémhatására nem érzékeny, élőhelyein a talaj pH-ját 5,0-7,9 közöttinek (átlagosan 7,1) mérték.  
A csírázás után hajtásai először 2-4 év után jelennek meg a felszínen. Virágzásra igen hamar, akár az első hajtásképzés évében is sor kerülhet. Élettartama rövid, 3-5 év. A virágzás utáni lappangás ritka, legfeljebb egy évig tart. Évente a populáció egyedeinek kb. a fele virágzik.   
Erősen mikotróf, gyökereiben a gombafonalakhoz kapcsolódó sejtek aránya eléri a 40-90%-ot. Gombapartnerei a Rhizoctonia, Epulorhiza, Ceraorhiza, Leptodontidium nemzetségekből kerülnek ki.   
Hajtásai márciusban bukkannak elő. Május elejétől július elejéig virágzik, középnapja június 4. Megporzásáról lágybogarak, bibircses bogarak, pattanóbogarak, méhek, levéldarazsak gondoskodnak. A megtermékenyülés hatékonysága 60% körüli. A termések július-augusztusban érnek be. Vegetatív szaporodása ritka. Nemzetségének számos tagjával alkothat hibrideket, de nálunk ilyeneket még nem figyeltek meg.      

## Természetvédelmi helyzete
A zöldike ujjaskosbor nagy területen elterjedt, bár ritka és kis egyedszámú faj. Létszáma egyes helyeken erősen megfogyatkozott, pl. Hollandiában 55 populációjából 2 maradt, Dániában pedig kipusztult. A Természetvédelmi Világszövetség Vörös listáján "nem fenyegetett" státusszal szerepel. Leginkább élőhelyének változása, erdősülése, az árvalányhajak inváziója vagy a vadkár jelent számára veszélyt. Magyarországon eddig összesen 31, 1990 óta 18 állományát mérték fel, visszaszorulása 42%-os. Teljes egyedszámát néhány ezres nagyságrendőre becslik. 1982 óta védett, természetvédelmi értéke 10 000 Ft.

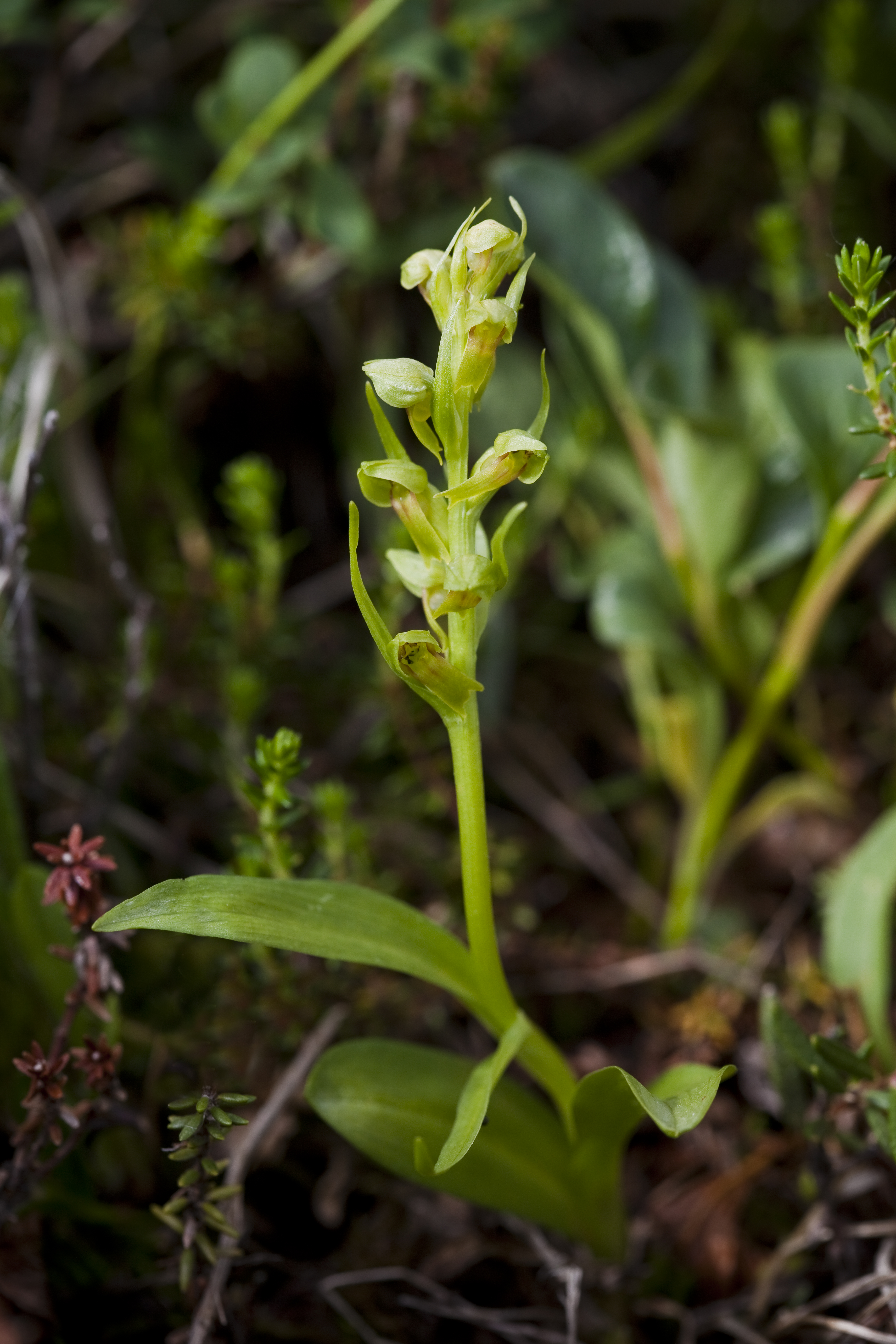
Habitusa
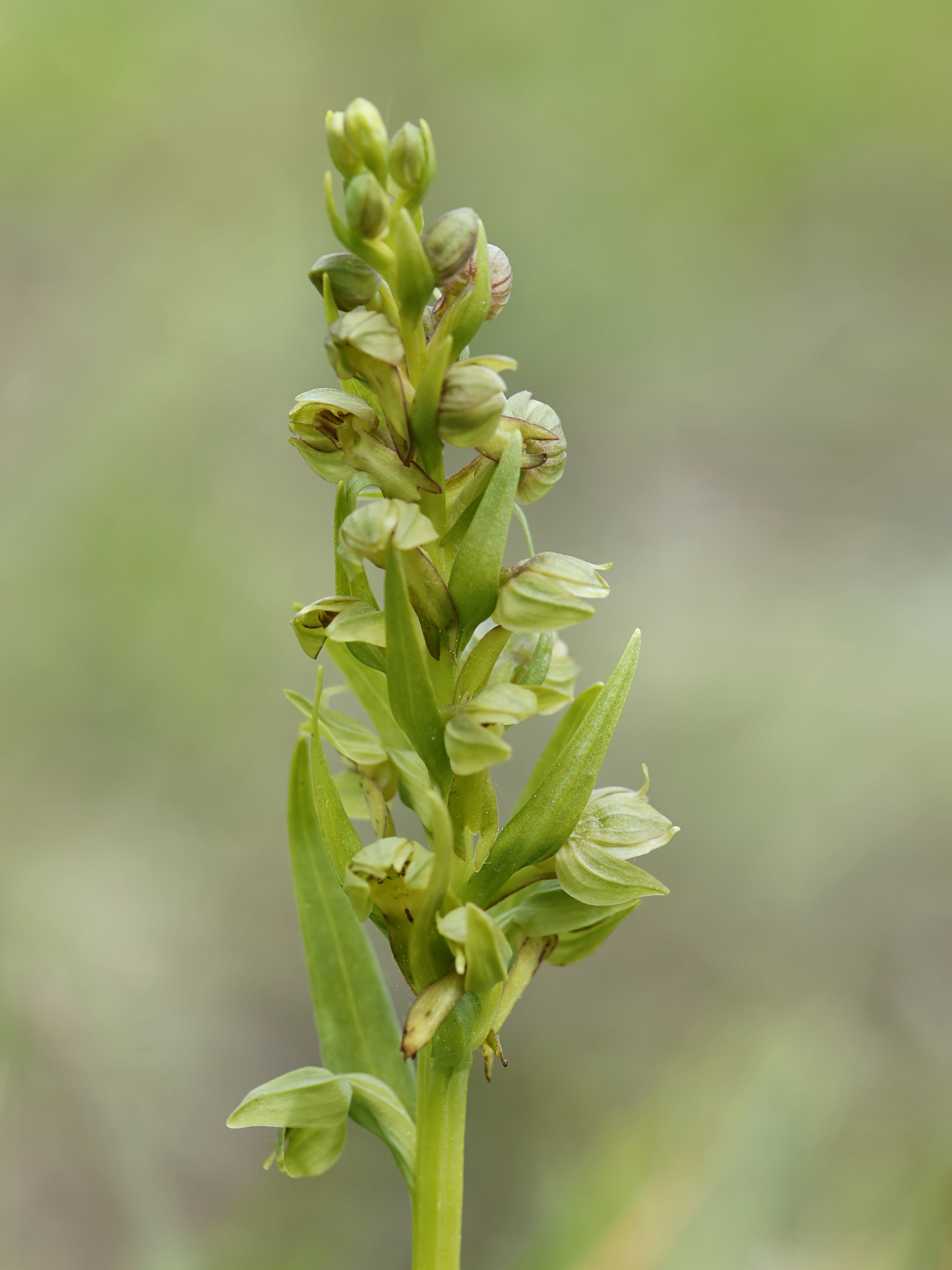
Virágzata
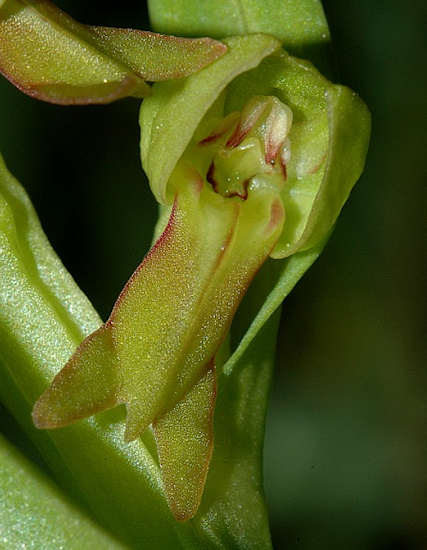
Virága
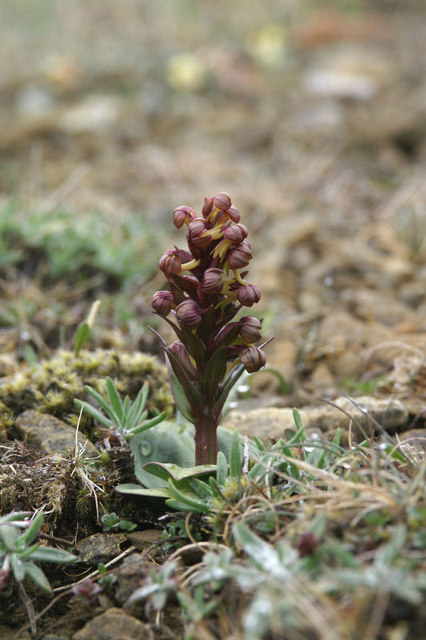
Bíborbarnás változata
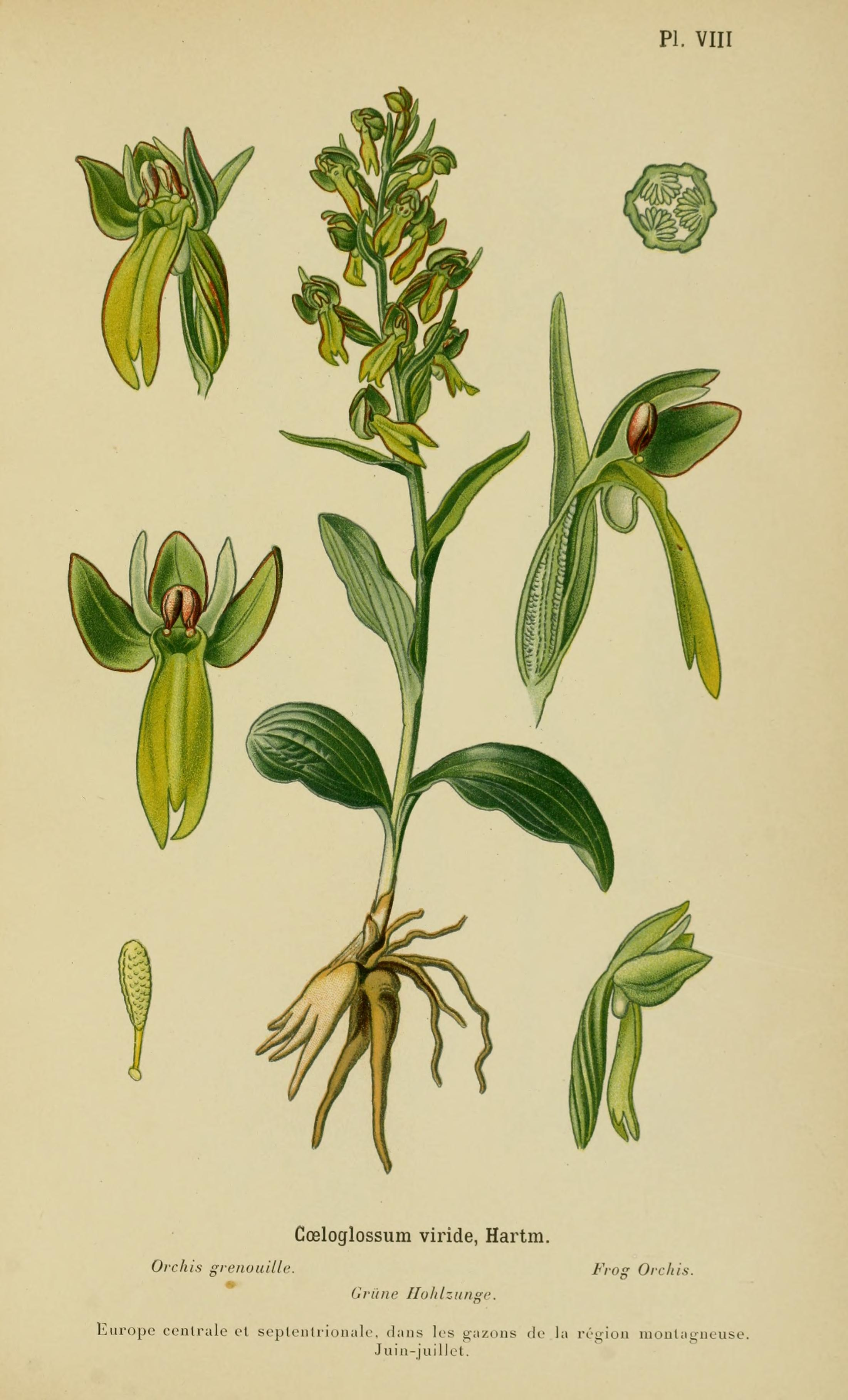
Ábrázolása egy svájci botanikakönyvben (1899)